# 비크험노랑박쥐
비크험노랑박쥐(Rhogeessa bickhami)는 애기박쥐과에 속하는 박쥐의 일종이다. 중앙아메리카에 널리 분포한다.

## 특징
작은 박쥐로 꼬리 길이 22~36mm를 포함하여 전체 몸길이는 66~78mm이고, 발 길이는 5~7mm이다. 귀 길이는 11~14mm이다. 털은 짧다. 등 쪽 털은 누르스름한 회색부터 노랑, 갈색까지 다양하며 털 끝은 거무스름한 반면에 배 쪽은 연한 갈색이다. 주둥이는 옆에 2개의 분비샘 덩어리가 있기 때문에 넓다. 귀는 비교적 짧고 짙은 색을 띠며, 삼각형 모양이고 귀 끝이 둥글다. 수컷은 귀 앞의 등 쪽 바닥에 분비샘 덩어리가 있다. 이주는 길고 얇다. 날개는 발가락 바박 뒷쪽에 붙어있다. 긴 꼬리의 끝은 넓은 꼬리비막 넘어서까지 약간 연장되고, 꼬리 비막은 털이 없다. 며느리밭톱이 고르게 잘 발달해 있다. 핵형은 2n=34이다.

## 생태
먹이는 곤충이다.

## 분포 및 서식지
멕시코 남부의 치아파스주와 과테말라 남부, 온두라스, 엘살바도르, 니카라과, 코스타리카 북부와 서부 지역에 널리 분포한다. 반건조 지역의 습윤, 건조 열대 활엽수림에서 서식한다.